# Comité Nacional Olímpico y Deportivo Congoleño
El Comité Nacional Olímpico y Deportivo Congoleño es el Comité Nacional Olímpico de Congo, fundado en 1963 y reconocido por el COI desde 1964.